# Myrmarachne galianoae
Myrmarachne galianoae är en spindelart som beskrevs av Cutler 1981. Myrmarachne galianoae ingår i släktet Myrmarachne och familjen hoppspindlar. Inga underarter finns listade i Catalogue of Life.